# 豊島恕平
豊島 恕平（とよしま じょへい、1862年〈文久2年〉 - 1920年〈大正9年〉9月29日）は、信濃国伊那郡高遠（現・長野県伊那市高遠町）出身の医師・実業家・政治家。高遠電灯社長、高遠電気軌道創立者。立憲政友会所属。長野県会議員（2期）。

## 経歴

### 青年時代
文久2年（1862年）、信濃国伊那郡高遠（現・長野県伊那市高遠町）に生まれた。父親は高遠藩士の亀井則義であり、恕平は九男だった。親戚の豊島篤次は長崎県で官吏（裁判所刑事部）を勤めており、亀井恕平は豊島家に養子に入った。1878年（明治11年）4月には長崎中学校を卒業して長崎医学校に入学した。

### 医師として
1884年（明治17年）には医術開業試験に合格して医師開業免許を受け、三菱会社の高島炭鉱病院に勤務した。1889年（明治22年）には医学を極めるために上京し、順天堂医院の佐藤泰然博士に外科を、山竜堂の樫村清徳博士に内科を学び、1896年（明治29年）には国立伝染病研究所の北里柴三郎博士に細菌学の実地指導を受けた。1897年（明治30年）に郷里の高遠に戻って豊島医院を開業したが、その後も東京帝国大学医科や順天堂大学などの研修会に出席している。1900年（明治33年）には高遠小学校や長藤小学校の校医に嘱託されたが、赤痢が流行した際の的確な診療によって長野県から銀盃を賜った。

### 政治家として
1907年（明治40年）以後には政界に進出した。同年に上伊那郡会議員に当選して副議長となり、1911年（明治44年）には長野県会議員に当選してやはり副議長となった。長野県会議員は2期8年務め、その後は黒河内一太郎が1期務めている。1912年（大正元年）と1913年（大正2年）に開催された陸軍特別大演習の際には大正天皇から午餐を賜った。

### 実業家として

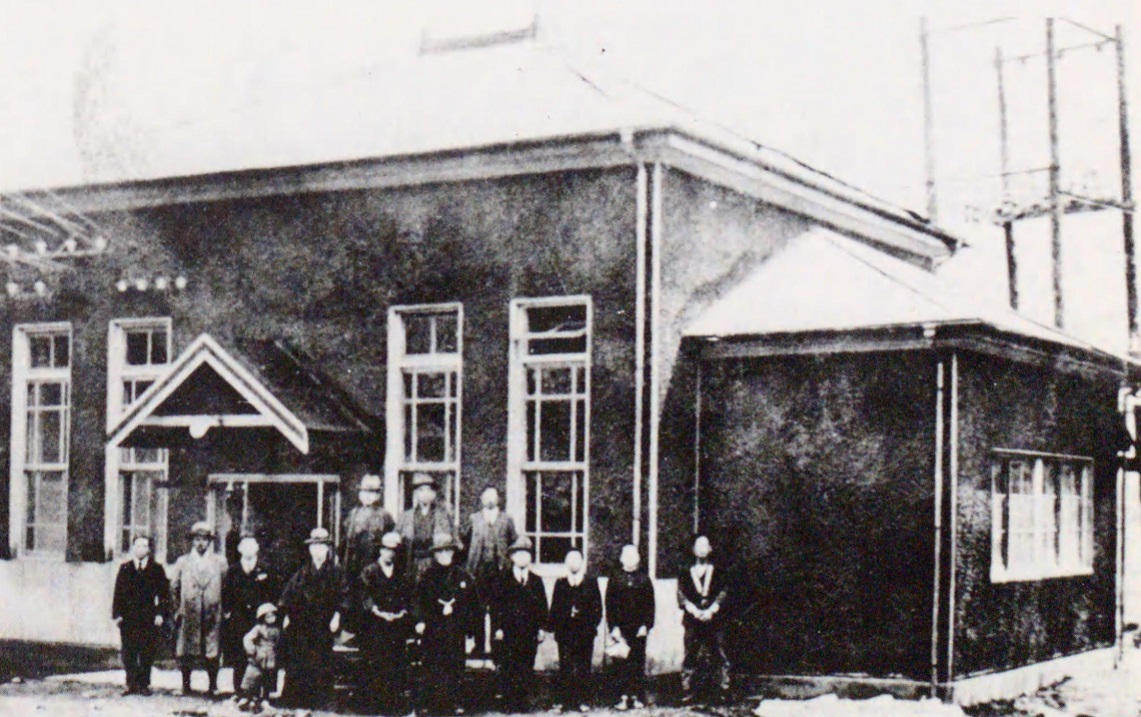
高遠電灯高遠変電所

明治末期には長野電灯伊那支社が上伊那郡に電気を供給していたが、高遠町は電気の供給が遅れていた。1913年（大正2年）10月には高遠電灯株式会社を設立して社長に就任した。黒河内千代太郎が豊島を継いで2代社長となり、3代社長の黒河内義夫のときに伊那電気鉄道に吸収されている。
1918年（大正7年）には三峯川や藤沢川の沿岸の耕地を宅地化し、さらに高遠劇場を建てて近隣に桜町の繁華街を建設した。桜町には通りの両側に料亭が建設され、芸妓約40人が在籍していたことで、上伊那郡一の歓楽郷とされた。やがて高遠劇場の前には豊島の銅像が建立され、銅像の本体は太平洋戦争時に供出されたが、石造の台座は現存している。1920年（大正9年）には高遠電気軌道を設立し、高遠町と伊那町の間に電車を運行する計画を立てたが、同年9月29日に急逝した。